# Rio Caraclău
O Rio Caraclău é um rio da Romênia, afluente do Trotuş, localizado no distrito de Bacău.